# New Energy Husum
New Energy Husum er en fagmesse for vedvarende energi i Husum i Nordfrisland. Messen startede i 2002 og afholdes siden 2008 hvert år på byens nye messeområde. Målgruppen er både virksomheder, ingeniører, private husejere og andre interesserede. Ved den sidste messe i marts 2011 var der 250 udstillere i fire haller og cirka 18.000 besøgende. Det samlede udstillingsareal var på 14.000 kvadratmeter. Udstillingerne omfatter sektorer som bioenergi, solenergi, jordvarme, elektriske biler, husstandsvindmøller og andre former for vedvarende energi. Blandt udstillerne er også en række danske producenter, som præsenterer sig på en en fælles dansk stand. 
Det nyåbnede NordseeCongressCentrum ved siden af messehallerne danner rammen for supplerende fagkonferencer med repræsentanter fra politik, brancheforeninger og uddannelsessinstitutioner. Messen bliver arrangeret af Messe Husum & Congress.

## Eksterne links
- Messens netsted Arkiveret 29. maj 2011 hos  Wayback Machine

54°29′47″N 9°5′23.25″Ø / 54.49639°N 9.0897917°Ø